# Gryllacris disjuncta
Gryllacris disjuncta är en insektsart som beskrevs av Heinrich Hugo Karny 1928. Gryllacris disjuncta ingår i släktet Gryllacris och familjen Gryllacrididae. Inga underarter finns listade i Catalogue of Life.